# Chibia
Chibia é uma cidade e município da província da Huíla, em Angola.
Tem 5 281 km² e cerca de 141 mil habitantes. É limitado a norte pelos municípios do Lubango e de Cacula, a leste pelo município do Quipungo, a sul pelo municípios de Chiange, e a oeste pelos municípios de Virei e Humpata.
O município é constituído pela comuna-sede, correspondente à cidade de Chibia, e pelas comunas de Capunda-Cavilongo (antiga vila de Olivença-a-Nova), Quihita e Jau.
A cidade de Chibia forma com as vizinhas Lubango e Humpata a virtual Região Metropolitana do Lubango, uma área de forte conurbação e ligação de serviços urbanos.

## Geografia
O município é povoado principalmente pela etnia dos nhaneca-humbes.

## História
Em 1885 iniciou-se a colonização portuguesa que levou à fundação da povoação de São Pedro da Chibia em 16 de setembro desse ano; a zona foi também colonizada por bôeres das jornadas para as terras de sede, que posteriormente tornaram-se os angobôeres.
Em 30 de outubro de 1927 foi elevada à categoria de vila e sede municipal, com a designação de Vila de João de Almeida; em 1975 voltou à designação de Chibia.

## Economia
As suas atividades econômicas mais importantes são a agricultura, a pecuária, as explorações do granito negro em Chicuatite e em Capunda Cavilongo, e ainda a pesca fluvial nas áreas dos rios Caculuvar e Chipumpunhime.

## Infraestrutura
Possui um bom abastecimento de água e o sistema de fibra óptica oferece importantes vantagens nas comunicações.